# 353429 Fairlamb
353429 Fairlamb è un asteroide della fascia principale. Scoperto nel 2011, presenta un'orbita caratterizzata da un semiasse maggiore pari a 2,7615174 au e da un'eccentricità di 0,1414418, inclinata di 12,39262° rispetto all'eclittica.